# 1814 en Grèce ottomane
Chronologie de la Grèce ottomane
- 1810
- 1811
- 1812
- 1813
- 1814
- 1815
- 1816
- 1817
- 1818

Cette page concerne les évènements survenus en 1814 en Grèce ottomane  :

## Création
- Filikí Etería, société secrète ayant pour objectif l'indépendance de la Grèce.

## Dissolution
- Académie ionienne à Corfou (rétablie en 1984)

## Naissance
- Panagiótis Chiótis (el), professeur et historien.
- Robert Hendery (d), orfèvre canadien.
- Ilías Zervós Iakovátos (el), journaliste, écrivain et personnalité politique.
- Pantelís Kountouriótis (el), officier de marine et personnalité politique.
- Antónios Liverális (en), compositeur.
- Dionýsios Tsókos, peintre.
- Dimítrios Válvis, président de la cour de cassation.
- Thémistocle Vizvizis, gouverneur de Naxos.
- Theódoros Vryzákis, peintre.

## Décès
- Hayyim Abraham Estrumsa (bg), rabbin et talmudiste ottoman.